# Ba’ku
A Ba’ku M-típusú bolygó a Star Trek-univerzumban, illetve a bolygót lakó humanoid (külsőleg teljesen emberszerű) faj neve is egyben. A bolygót gyűrű veszi körül, hasonlóan a Naprendszer Szaturnusz bolygójához. A Ba’ku gyűrűi nagy mértékben tartalmaznak metafázisos sugárzást kibocsátó részecskéket. Ez a sugárzás a bolygó egész felszínét éri. A sugárzás különlegessége, hogy prolongálja és roborálja az élőszövetet, így a Ba’ku lakói szinte örök életet élveznek, míg a bolygón élnek.
A Ba’ku lakói egy háború tépázta, halott világról érkeztek, jóval Zefram Cochrane első földi térváltása előtt. A legtöbbjük halálos beteg volt háborújuk nukleáris és vegyi fegyvereitől. Miután megtapasztalták a Ba’ku sugárzásának hatásait és meggyógyultak, örökre letelepedtek a bolygón, technológiájukat pedig odahagyták, noha bármikor képesek lennének ismét térhajtóműves csillaghajót építeni. A Ba’ku-lakók egy része később elhagyta a bolygót, ők lettek a Son'a nép.
A Ba’ku nép a 9. Star Trek-mozifilmben, az Űrlázadásban szerepel.